# أنطونيو نوغويرا (لاعب كرة قدم برتغالي)
أنطونيو نوغويرا هو لاعب كرة قدم برتغالي في مركز الدفاع، ولد في 21 سبتمبر 1963 في لشبونة في البرتغال. شارك مع منتخب البرتغال لكرة القدم. أما مع النوادي، فقد لعب مع فيتوريا سيتوبال ونادي بوافيشتا.

## وصلات خارجية
- أنطونيو نوغويرا (لاعب كرة قدم برتغالي) على موقع الاتحاد الدولي (مؤرشف)  (الإنجليزية)
- أنطونيو نوغويرا (لاعب كرة قدم برتغالي) على موقع قاعدة بيانات كرة القدم.إي يو (الإنجليزية)
- أنطونيو نوغويرا (لاعب كرة قدم برتغالي) على موقع ناشيونال فوتبول تيمز (الإنجليزية)
- أنطونيو نوغويرا (لاعب كرة قدم برتغالي) على موقع Soccerway.com (الإنجليزية)
- أنطونيو نوغويرا (لاعب كرة قدم برتغالي) على موقع عالم كرة القدم.نت (الإنجليزية)